# A New Machine
"A New Machine", partes 1 e 2 são músicas do álbum A Momentary Lapse of Reason, da banda britânica Pink Floyd, de 1987. As faixas servem como abertura e fechamento do instrumental "Terminal Frost" e são compostas basicamente pela voz de David Gilmour distorcida com auxílio de um Vocoder e uma nota ascendente produzida por um sintetizador.
"A New Machine" e "Terminal Frost" foram as primeiras faixas creditadas somente a David Gilmour desde "Childhood's End" do álbum Obscured by Clouds, de 1972.

## Ficha técnica
- David Gilmour – voz, sintetizador e programação.
- Patrick Leonard – sintetizador